# Juliane Leopold

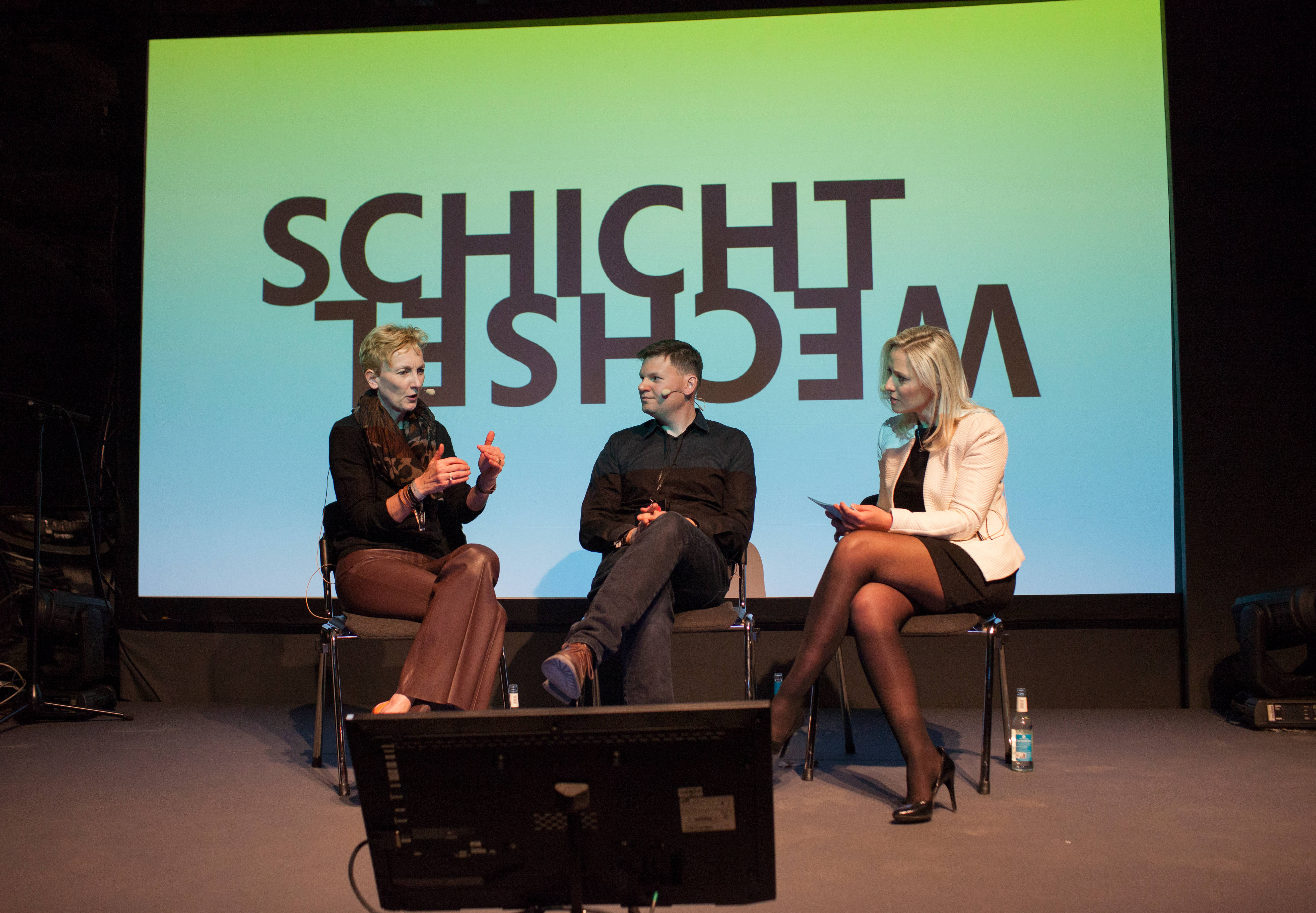
Juliane Leopold (rechts) bei der re:publica 2016

Juliane Leopold (geboren 1983 in Halle (Saale)) ist eine deutsche Journalistin. Seit Oktober 2019 ist sie Chefredakteurin Digitales von ARD-aktuell.

## Leben
Leopold studierte Publizistik- und Kommunikationswissenschaft an der Freien Universität Berlin. Danach schrieb sie für die Neue Zürcher Zeitung, den Freitag und Die Zeit. Ihre inhaltlichen Schwerpunkte waren dabei die Themen Technologie und Gesellschaft.
Im Jahr 2013 war Leopold Mitgründerin des feministischen Blogs kleinerdrei, dessen Redaktion sie bis Dezember 2018 gemeinsam mit Anne Wizorek leitete. 2014 war das Blog für den Grimme Online Award nominiert. Von Oktober 2014 bis Januar 2016 war sie Chefredakteurin der deutschen Ausgabe von BuzzFeed. Bei der Wahl der Journalisten des Jahres 2014 des Medium Magazins belegte sie den zweiten Platz in der Kategorie Newcomer.
Ab Juni 2016 arbeitete Leopold als Beraterin für tagesschau.de. Im Juli 2018 übernahm sie dort von Christiane Krogmann die Redaktionsleitung. Seit Oktober 2019 ist sie Chefredakteurin Digitales von ARD-aktuell.